# Klavierduo Gröbner & Trisko
Das Klavierduo Gröbner & Trisko ist ein seit 1996 aus Johanna Gröbner und Veronika Trisko bestehendes österreichisches Duo zweier Pianistinnen.

## Karriere
1996 spielte das Duo den ersten Abend für zwei Klaviere im Augustinussaal des Stiftes Klosterneuburg und im selben Jahr absolvierten sie ihren ersten Fernsehauftritt.
Zwei Jahre später folgte 1998 eine Konzerttournee durch Tschechien, unter anderem im Rudolfinum in Prag. 2006 und 2007 wirkten sie beim Brahms-Festival Mürzzuschlag mit und gaben 2007 ein Gastspiel bei den “Europäischen Kulturtagen” in Frankfurt am Main. 2009 feierten sie ihr Debüt im Großen Saal des Wiener Musikvereins mit dem Konzert für 2 Klaviere und Schlagwerk von Béla Bartók mit dem Radio Symphonie Orchester Wien unter Pascal Rophé.
2010 traten sie als Solistinnen mit dem Orchestra Sinfonica Nazionale della Rai unter Luca Pfaff im Auditorio Toscanini Turin auf. Im September desselben Jahres spielten sie als Finalistinnen des ARD-Wettbewerbs mit dem Symphonieorchester des Bayerischen Rundfunks unter Christoph Poppen im Münchner Herkulessaal.
Neben dem Konzertfach-Studium an der Universität für Musik und darstellende Kunst Wien bei Martin Hughes war für beide Künstlerinnen das gemeinsame Kammermusikstudium am Konservatorium Wien Privatuniversität bei den Mitgliedern des Altenberg Trios Wien, welches sie 2005 mit Auszeichnung abschlossen, besonders prägend.
Weitere wichtige Impulse erhielten sie bei Meisterkursen mit Künstlern wie András Schiff, Paul Badura-Skoda, Marialena Fernandes und Delle-Vigne.
Die Künstlerinnen sind Preisträgerinnen des Internationalen Musikwettbewerbs der ARD 2010.
Zahlreiche Einladungen führten sie unter anderem in die USA (Carnegie Recital Hall, New York), nach Mexiko, Tschechien (Rudolfinum (Prag)),
Italien (Orchestra Sinfonica della Rai – Turin), Ungarn, Deutschland (Herkulessaal München) sowie Norwegen.

## Auszeichnungen
- Finalistinnen ARD-Wettbewerb München 2010

Sonderpreis für die beste Interpretation der Auftragskomposition
- 1. Preis: IBLA Grand Prize Competition – Sizilien
- 1. Preis: 1st Twenty Fingers Piano Duo Competition – Rom
- 1. Preis beim Preis des Internationalen Kammermusikfestivals Allegro Vivo
- 1. Preis: Musica Juventutis – Wiener Konzerthaus
- 1. Preis: Fidelio Wettbewerb des Konservatoriums der Stadt Wien
- 1. Preis: Prima la musica
- Internationaler Rundfunkwettbewerb Concertino Praga
- Concorso Internazionale Provincia di Caltanissetta
- Grieg-Wettbewerb in Oslo.

## Repertoire
Das Repertoire reicht von vierhändig gespielten Stücken bis zu Musik für zwei Klaviere. Darunter sind Beethovens Originalwerke für Klavier zu vier Händen, F. Mendelssohn Bartholdys Andante con Variazioni Op. 3a, W. A. Mozarts KV 357, KV 358, KV 381, KV 497, KV 521, Spanische Liebeslieder (für eine und mehrere Stimmen mit Begleitung des Pianofortes zu vier Händen), J. S. Bachs Konzert für zwei Klaviere BWV 1060, Bartóks Sonata für zwei Pianos und Percussion und Carl Orffs Carmina Burana, Fassung für zwei Klaviere und Schlagwerk.